# Pisai Egyetem
A Pisai Egyetem (olaszul Università di Pisa) Olaszország egyik legrégebbi, leghíresebb egyeteme. Két másik főiskolával (Scuola Normale Superiore és Scuola Superiore Sant’Anna) a pisai egyetemi városban található.

## Karok
- Agrártudományi
- Közgazdaságtudományi
- Gyógyszerészeti
- Jogi
- Mérnöktudományi
- Lélektani és Filozófiai
- Nyelvi és Idegennyelvű Irodalmi
- Állatorvosi
- Orvosi és Sebészeti
- Matematikai, Fizikai és Természettudományi
- Politikai Tudományok

## Története
1343. szeptember 3-án kelt, In supremae dignitatis kezdetű pápai bullájával VI. Kelemen pápa hivatalosan megalapította a Pisa Egyetemet. Még ugyanabban az évben az Atendentes Provide kezdetű bulla engedélyezi az egyházi személyeknek, hogy hallgatóként részt vegyenek az oktatásban.

## Híres személyek
- Bartolus de Saxoferrato (1313–1357) jogász
- Francesco da Buti (1315–1406) nyelvész
- Guido da Prato orvos
- Ugolino da Montecatini (Ugolino Caccini) (1348–1425) orvos
- Cesare Borgia (1475–1507) condottiere, Valence hercege, bíboros
- Andrea Cesalpino (1519–1603) botanikus és orvos
- Galileo Galilei (1564–1642) fizikus, csillagász, matematikus
- Benedetto Castelli (1577–1644) matematikus
- Cassiano dal Pozzo (1588–1657) jogász, antikvárius, mecénás
- Bonaventura Cavalieri (1598–1647) matematikus
- Lorenzo Bellini (1643–1704) anatómus
- Clemens XII. Papst (1652–1740)
- Domenico Sestini (1750–1832) professzor, régész és numizmatikus
- Vittorio Fossombroni (1754–1844) matematikus
- Philippe Buonarroti (1761–1837) olasz származású francia forradalmár
- Giovanni Battista Amici (1786–1863) mérnök, matematikus és fizikus
- Francesco Carrara (1805–1888) büntetőjogász, egyetemi tanár
- Carlo Matteucci (1811–1868) fizikus és politikus
- Paolo Emiliani Giudici (1812–1872) irodalomtörténész és irodalomtudós
- Enrico Betti (1823–1892) matematikus, a Betti-tétel megalkotója
- Giosuè Carducci (1835–1907) költő, klasszika-filológus, az olasz irodalom első Nobel-díjasa
- Eugenio Beltrami (1835–1900) matematikus
- Antonio Pacinotti (1841–1912) fizikaprofesszor
- Ulisse Dini (1845–1918) matematikus
- Gregorio Ricci-Curbastro (1853–1925) matematikus
- Salvatore Pincherle (1853–1936) matematikus
- Giovanni Amendola (1882–1926) az elméleti filozófia docense, politikus és zsurnaliszta
- Guido Ascoli (1887–1957) matematikus
- Enrico Fermi (1901–1954) fizikus
- Mario Monicelli (1915–2010) rendező
- Carlo Azeglio Ciampi (1920–2016) politikus, köztársasági elnök
- Giotto Bizzarrini (* 1924) versenyautó-tervező
- Paolo és Vittorio Taviani (*1931 és *1929) filmrendezők, itt jogot végeztek
- Enrico Bombieri (* 1940) matematikus
- Hamza Gábor (* 1949) Széchenyi-díjas magyar jogtudós, egyetemi tanár
- Massimo D’Alema (* 1949) politikus, miniszterelnök
- Andrea Bocelli (* 1958) énekes
- Enrico Letta (*1966) matematikaprofesszor, politikus, Olaszország egykori miniszterelnöke
- Luca Desiata (* 1971) a Hebdomada Aenigmatum alapító menedzsere (latin keresztrejtvény)

## Fordítás
Ez a szócikk részben vagy egészben  az   Universität Pisa című német Wikipédia-szócikk ezen változatának fordításán alapul.  Az eredeti cikk szerkesztőit annak laptörténete sorolja fel. Ez a jelzés csupán a megfogalmazás eredetét és a szerzői jogokat jelzi, nem szolgál a cikkben szereplő információk forrásmegjelöléseként.